# 染色体逆位
染色体逆位（せんしょくたいぎゃくい、英: chromosomal inversion）または単に逆位は、染色体の一部が元の並びとは逆向きになる染色体再編成の一形態である。逆位は、染色体内の2か所で切断が生じ、両切断部の間の断片が同じ染色体へ逆向きに挿入されることで生じる。逆位における切断点は反復配列領域であることが多く、他の逆位イベントにおいても再利用される可能性がある。逆位が生じる染色体断片の大きさは、1 kb程度の小さなものから100 Mb程度の大きさまでさまざまであり、また変化が生じる遺伝子も少数の場合から数百個に及ぶものまでさまざまである。逆位は反復配列間で生じる異所性の組換え（ectopic recombination）によって、もしくは染色体切断後の非相同末端結合によって生じる。

逆位には、paracentric inversion（偏動原体逆位、腕内逆位）とpericentric inversion（挟動原体逆位、腕間逆位）の2種類がある。Paracentric inversionにはセントロメア領域が関与しておらず、両方の切断点が染色体の一方の腕にある。Pericentric inversionにはセントロメア領域をまたがって生じた逆位であり、切断点は染色体の各腕にある。

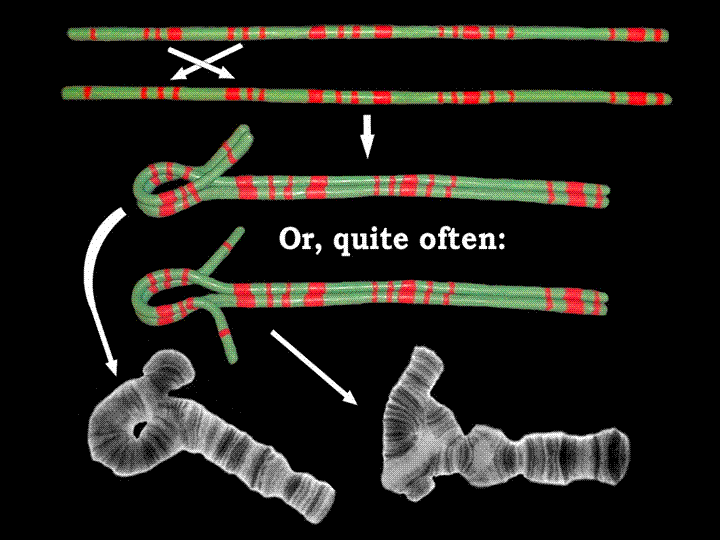
多糸染色体でヘテロ接合型逆位によるループ構造の形成がみられる理由を示したモデル

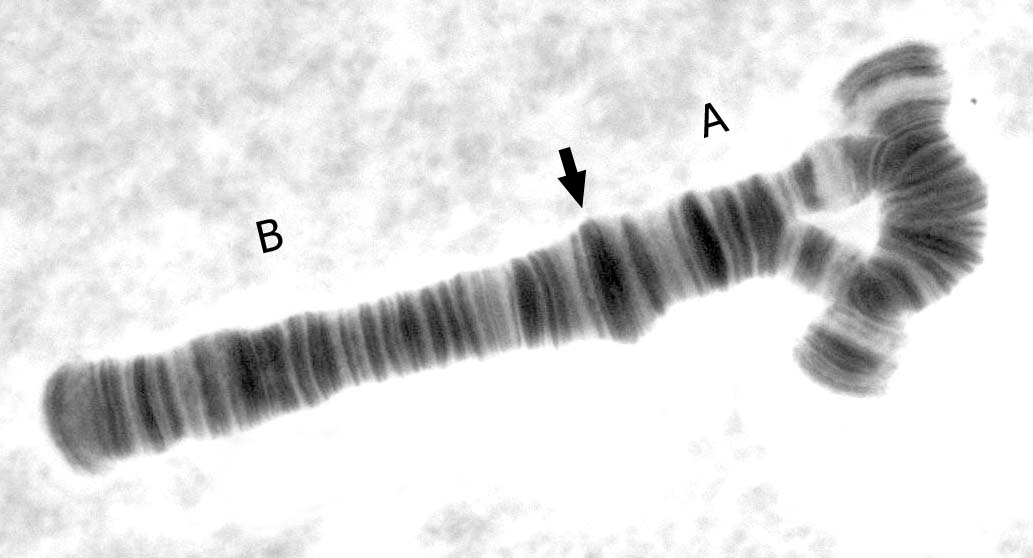
Axarus属の染色体のA腕に形成された逆位ループ

生じた組換えが均衡型、すなわち余分なDNAの挿入や欠失が生じていない限り、保因者には異常が生じないことが多い。しかしながら、逆位がヘテロ接合型で存在する場合には異常な染色分体の形成の増加（逆位部分での乗換えによる）がみられ、不均衡型配偶子形成による妊孕性の低下につながる。

## 検出
逆位は細胞遺伝学的技術によって検出される可能性がある。また、遺伝学的解析から推測される可能性もある。しかしながら、大部分の種では小さな逆位は検出されない。最近では、比較ゲノミクスによるゲノムマッピングが染色体逆位の検出に利用されている。集団ゲノミクスも、連鎖不平衡度の高い領域を逆位の可能性のある部位の指標として用いることで、逆位の検出への利用の可能性がある。逆位を有している可能性のある家系は、遺伝カウンセリングや遺伝子検査が推奨される可能性がある。

## 歴史
染色体逆位の最初の証拠は、1921年にアルフレッド・スターティヴァントによってキイロショウジョウバエDrosophila melanogasterから得られた。それ以降、逆位は多くの真核生物で発見されている。スターティヴァントによって発見された際、逆位は組換えが抑制された領域であると考えられた。こうした逆位はヘテロ接合型のキイロショウジョウバエの幼虫の唾液腺の多糸染色体に関して記載されたものである。
1970年、テオドシウス・ドブジャンスキーは逆位の内部の遺伝子は外側の遺伝子よりも適応度が高いことを記載したが、さらなる研究が必要とされる研究領域である。KirkpatrickとBartonによる2006年のモデルでは、逆位は適応的なアレルの組み合わせを連鎖させることで選択上の有利さをもたらすとされる。複数の遺伝子上の共適応したバリアントをハプロタイプへと物理的に関連づけることで、適応的な組み合わせと非適応的な組み合わせが混在する共線的配置よりも効率的に、共適応したバリアントを集団内で高頻度にする選択を行うことができるはずである。

## 組換えに対する影響
減数分裂時、逆位を有する染色体が逆位が生じていない相同染色体と対合した場合（逆位ヘテロ接合体、inversion heterozygote）、シナプシスが正しく行われず、逆位ループ（inversion loop）が形成される。ループ内での乗換えは不均衡型配偶子を生み出す。Paracentric inversionの場合、組換えによって二動原体染色分体と、無動原体染色分体が形成される。どちらの組換え染色体も、後期の時点で問題に直面する。無動原体染色分体は一方の極へと引っ張られ、二動原体染色分体は二方向へ引っ張られることでdicentric bridgeが形成される。Pericentric inversionの場合にも、同様の不均衡型染色体が形成される。組換え染色体は欠失と重複を有し、こうした配偶子から生まれた子孫はほとんどの場合生存できない。そのため、逆位領域内での組換えは間接的に抑制されることとなる。

## 進化への影響
逆位ヘテロ接合体における組換えの抑制は、祖先型配置と逆位型配置に独立した進化の機会をもたらす。当初は逆位型配置は多様性を欠き、祖先型はそうではない。逆位型ハプロタイプの喪失（遺伝的浮動などによる）が起こらなかった場合、逆位型配置も時とともに多様性が増大し、ホモ接合体の増大とともに逆位領域の組換え率もいくぶん回復する。
染色体逆位は局所適応や種分化に関与している可能性があるため、進化研究において多くの関心が寄せられている。組換えを起こさない逆位ハプロタイプには共適応したバリアントが複数含まれている可能性があり、連鎖したバリアントの集団内頻度を自然選択によって効率的に上げることができるため、逆位は異なる環境への局所適応を促進すると考えられている。しかしながら、逆位ハプロタイプが組換えを起こさないことは、逆位領域内の連鎖した共適応バリアントの存在の実証を困難にしている。さらに、染色体逆位が異なる環境への適応に正の影響を及ぼすことは、逆位ハプロタイプへ連鎖したバリアントが実際に共適応したものであるという仮定に基づいている。こうした概念は、集団が空間的または時間的に変動する選択を受けるような状況では機能しない可能性が高い。逆位によって連鎖したバリアントに対する選択が変動する状況下では、逆位領域内での組換えの低下は新たな環境下で既存のアレルの最適な組み合わせを形成する際に適応を拘束するものとなる。      
逆位多型は2通りの方法で確立される。遺伝的浮動または選択によって局所集団に逆位が固定されると、逆位多型はこの集団と逆位を持たない集団との間での遺伝子流動によって生じる。平衡選択も頻度依存選択や超顕性によって逆位多型につながる場合がある。逆位型染色体と祖先型染色体の適応度の差異によって、安定した多型が生じるか、またはどちらか一方の染色体のみが固定される。
逆位は性染色体の進化に必要不可欠である。哺乳類のY染色体はそのほぼ全長にわたって、X染色体と組換えを行うことができない。こうした組換えが起こらない領域は、重複する領域で生じた一連の逆位によって生じたものである。性決定遺伝子座や性拮抗選択を受ける遺伝子間の組換え率の低下は、選択において有利となる。その結果、雄性決定遺伝子座とオスにとって有益な他の遺伝子座のアレルの間には連鎖不平衡が生じる。こうした現象は、哺乳類のY染色体のように、逆位によって両遺伝子座を含む組換えが起こらない領域が形成されることで生じる場合がある。
逆位は新たな性染色体の誕生にも必要不可欠である。逆位は性決定変異と性拮抗選択遺伝子座との間の連鎖不平衡を生み出し、常染色体から新たな性染色体を作り出すことができる。
逆位は複数の方法で種分化に関与している。逆位ヘテロ接合体はunderdominant、すなわちヘテロ接合体の適応度が低下する状態となることがあり、接合後隔離が生じる場合がある。そして選択された差異の蓄積により、接合前隔離と接合後隔離の双方が引き起こされる。
逆位の頻度は地理的クラインを形成することが多く、局所適応における役割の手掛かりとなる。こうしたクラインの顕著な例は、3大陸で観察されるキイロショウジョウバエのinversion 3RPである。逆位に2つまたはそれ以上の局所適応アレルが含まれている場合、逆位は選択され拡散する。一例として、ヌマタドクチョウHeliconius numataでは、体色を制御する18個の遺伝子が逆位によって共に連鎖しており、適応度の増大をもたらしている。

## 命名法

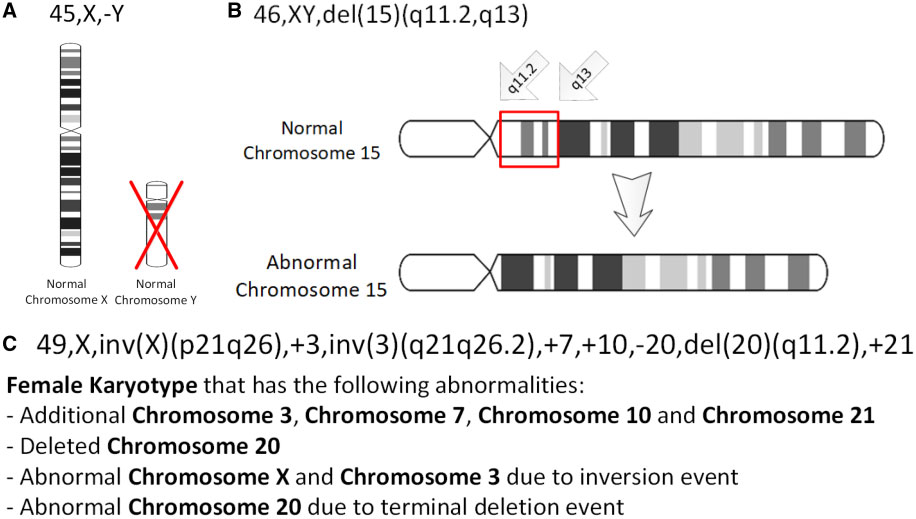
ISCN命名法による染色体異常の記載。(A) 男性のY染色体を消失した腫瘍の核型、(B) プラダー・ウィリ症候群の核型（15q11-q12領域の欠失）、(C) 逆位（inv）を含むさまざまな染色体異常を伴う仮想的核型の表記法。

ISCN（International System for Human Cytogenomic Nomenclature）はヒト染色体の命名法の国際規格であり、ヒトの染色体や染色体異常の記載に用いられるバンド名、シンボル、略語などが含まれている。ISCNでは逆位はinvという略号で表記される。

## 関連文献
- “Phylogenetic analysis of non-coding plastid DNAthtjtdjj in the presence of short inversions” (PDF-preview). Phytotaxa 1:  3–20. (2009). doi:10.11646/phytotaxa.1.1.2.